# François Giry
Pour les articles homonymes, voir Giry.
François Giry, né à Paris le 15 septembre 1635 et mort 20 novembre 1688, plus connu sous le nom de Père Giry, est un prêtre et homme de lettres français, fils de l'académicien Louis Giry.
Il est célèbre pour son recueil sur les Vies des Saints, qui forme la substance des Petits Bollandistes de Mgr Paul Guérin.

## Biographie
François Giry est le fils d'un des membres fondateurs de l'Académie française, l'avocat et homme de lettres Louis Giry, conseil privé de Mazarin. Il suit ses études au collège d'Harcourt et décide à l'insu de sa famille d'entrer au couvent de l'Ordre des minimes de Chaillot. Il prend l'habit le 19 novembre 1652 et prononça ses vœux le 30 novembre de l'année suivante.

## Œuvres principales
Le père Giry est l'auteur d'un grand nombre d'ouvrages dont les plus connus sont :
- L'Enfance de Jésus (un livre mystique sur l'enfance du Christ) ;
- Entretien avec Jésus-Christ avec l'âme chrétienne, suivi d'aspirations saintes en vers ;
- Le livre des cent points d'humilité ;
- La règle du tiers-ordre des minimes ;
- Les Vies des Saints, composées par le père Simon Martin, corrigées et augmentées par le père Giry (1683)
- La vie de M. Olier, curé de S. Sulpice (1687) ;
- Les Vies des Saints pour tous les jours de l'année, avec le Martyrologe romain (1715)